# Atomkrieg

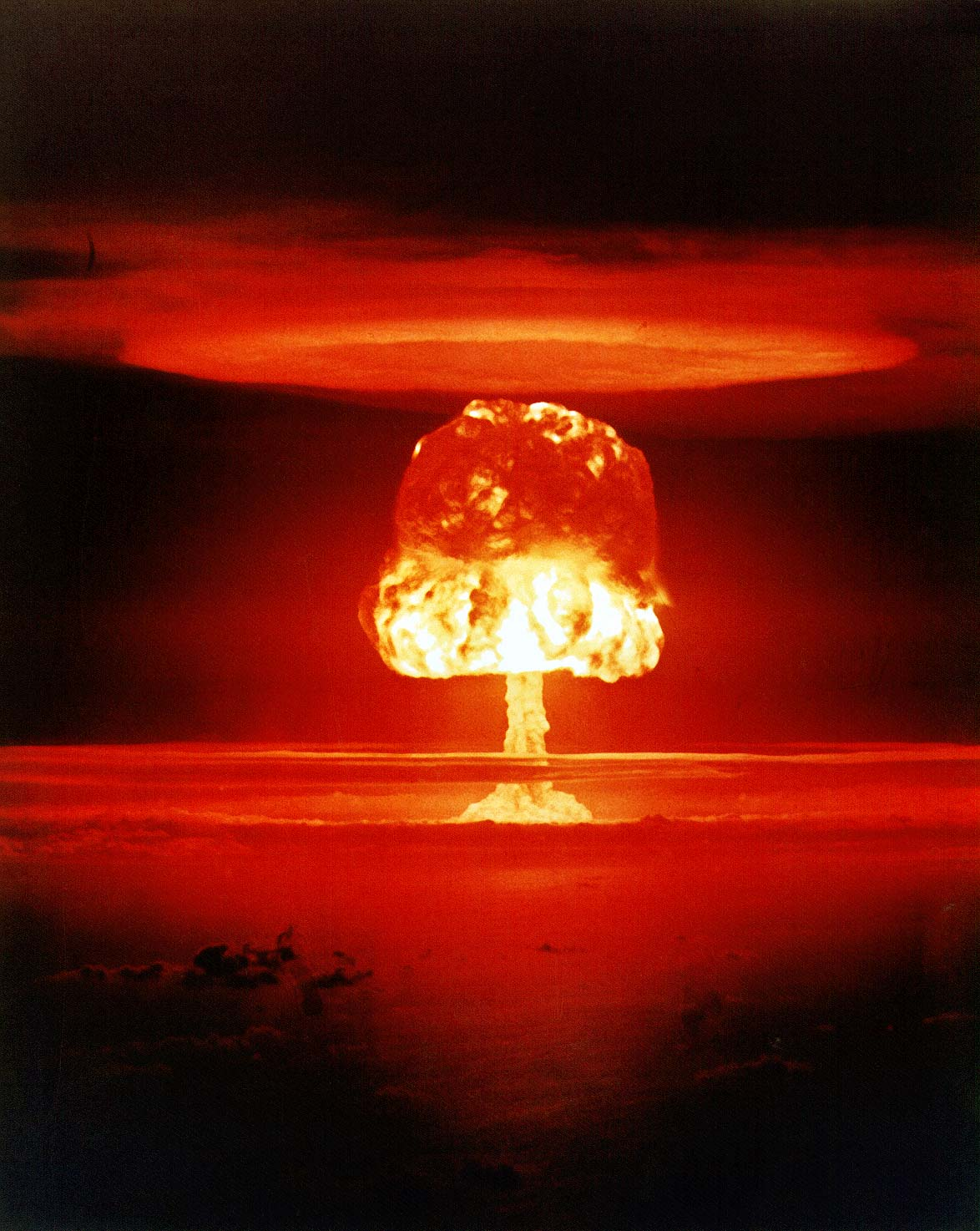
Atombombe „Castle Romeo“ auf dem Bikini-Atoll, 1954

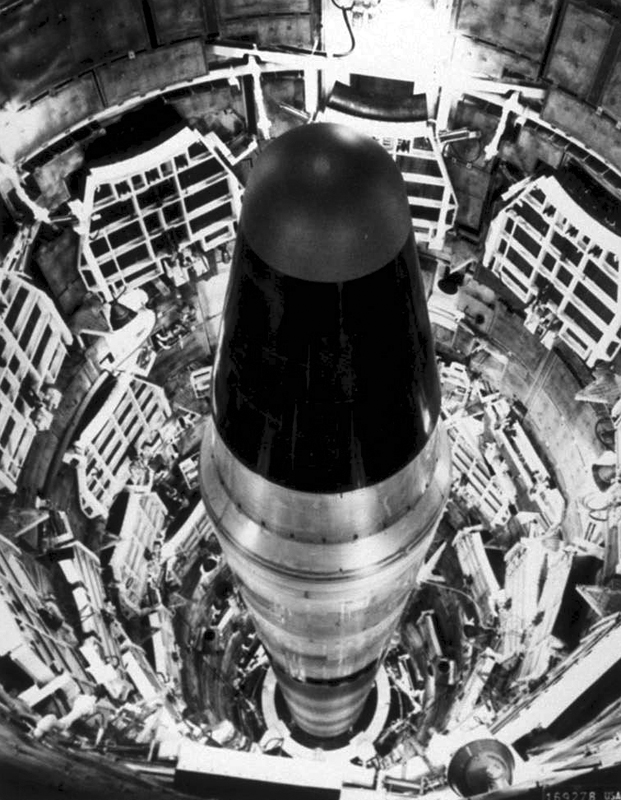
Die Interkontinentalrakete Titan II bestückt mit einem 9-Megatonnen-W53-Sprengkopf war eine der mächtigsten Atomwaffen, die die US-Streitkräfte während des Kalten Krieges bereithielten.

Ein Atomkrieg oder thermonuklearer Krieg ist ein Krieg, der mit Kernwaffen geführt wird.
Die Atombombenabwürfe auf Hiroshima und Nagasaki durch die USA im August 1945 waren die ersten und bisher einzigen Kernwaffen-Einsätze.
Seit der Anfangszeit des Kalten Krieges besteht die Möglichkeit eines Atomkrieges. Mit dem Wettrüsten, das heißt dem Aufbau riesiger Nuklearwaffenarsenale durch die Super- und übrigen Atommächte, wurde ein Atomkrieg zu einer realen Bedrohung für das Überleben der Menschheit.
Nachdem es im Kalten Krieg nicht zu einem Krieg zwischen den Supermächten gekommen war (allerdings gab es Stellvertreterkriege), sank zunächst die Gefahr eines weltweiten Atomkriegs erheblich. Bis zur Annexion der Krim  durch Russland im Jahr 2014 wurde das Risiko eines Einsatzes von Kernwaffen eher in Regionen mit aufstrebenden, Nuklearwaffen besitzenden Schwellenländern wie Indien, Pakistan oder Nordkorea verortet. Das Putin-Regime annektierte März 2014 die Krim und begann wenige Wochen später den Krieg im Donbass. Ab dann rückten die vom Kalten Krieg her bekannten Diskussionen über „Grundfragen nuklearer Abschreckung wieder auf die euro-atlantische Agenda.“
Die Atommächte USA, Großbritannien und Sowjetunion unterzeichneten am 1. Juli 1968 den Atomwaffensperrvertrag und verpflichteten sich darin zur Abrüstung von Kernwaffen. Der Vertrag ist von 191 Vertragsstaaten unterzeichnet bzw. akzessiert. Dennoch gibt es neben den offiziellen Nuklearmächten mehrere Staaten wie Israel, Nordkorea, Indien und Pakistan, die entweder offen Atomwaffen besitzen oder des Besitzes verdächtigt werden.

## „MAD“-Doktrin
Im August 1939, kurz vor Beginn des Zweiten Weltkriegs, unterzeichnete Physik-Nobelpreisträger Albert Einstein einen Brief an den US-Präsidenten Franklin D. Roosevelt, der vor der Gefahr einer „Bombe neuen Typs“ warnte, die Hitlerdeutschland möglicherweise entwickle und womöglich bald besitzen könne. Einstein und andere US-amerikanische Physiker erhofften sich vom Besitz von Atombomben nicht deren Einsatz, sondern eine wirksame Abschreckung gegen diesen, wenn nicht nur Hitlerdeutschland eine solche Waffe besäße. Tatsächlich wurden im August 1945 von den USA zwei Atombomben gegen Japan eingesetzt, um den Pazifikkrieg zu beenden. Das angestrebte „Gleichgewicht des Schreckens“ gab es damals noch nicht, weil es Deutschland bis 1945 nicht gelungen war, Kernwaffen herzustellen. Die USA hatten ein Atomwaffenmonopol, bis die stalinistische Sowjetunion  am 29. August 1949 ihre erste Atombombe zündete. In dem Maße, in dem Atommächte ein Overkill-Potenzial entwickelten, kristallisierte sich die Einsicht heraus, dass Atombomben nicht den Zweck hätten, wirklich in militärischen Kampfsituationen eingesetzt zu werden, sondern „politische Waffen“ seien, durch die kriegerische Auseinandersetzungen zwischen Atommächten verhindert werden sollten. Zentrales Merkmal der „nuklearen Abschreckung“ sei die Fähigkeit beider Kernwaffen besitzenden Kontrahenten in einem Konflikt, eine „beiderseits gewährleistete Vernichtung“ (englisch Mutually Assured Destruction) herbeiführen zu können. Das Akronym „MAD“ (= verrückt) ist nicht Zufall, sondern Ausdruck von Selbstironie, indem die „MAD“-Befürworter zugeben, dass die „garantierte Vernichtung der Menschheit“ „verrückt“ sei.
Kritiker bewerten die „MAD“-Doktrin als „inkonsistent“. Karl-Heinz Kamp, seinerzeit Präsident der Bundesakademie für Sicherheitspolitik, wies 2015 darauf hin, dass „MAD“ zufolge „Atomwaffen einsetzbereit sein müssen und ein möglicher Einsatz auch glaubhaft sein muss, damit sie ihre Abschreckungswirkung entfalten können. Wäre ein Gebrauch prinzipiell ausgeschlossen, wären sie wirkungslos.“ Die Drohung mit einer Folge, die auf keinen Fall eintreten dürfe, sei aber Bluff. Es müsse also auf der Gegenseite Zweifel daran geben, ob der Gegner tatsächlich nicht so „verrückt“ sei, dass er die Drohung ernst meine. Dennoch ist die Auffassung weit verbreitet, dass aus der „MAD“-Doktrin spätestens nach der Kuba-Krise 1962 ein „nukleares Tabu“ abgeleitet worden sei, demzufolge sich zumindest die großen Atommächte einig seien, dass sie keine Kernwaffen verwenden sollten. Dieses Tabu habe aber spätestens mit der Erweiterung des Kreises der Atommächte im 21. Jahrhundert zu „wackeln“ begonnen.
In den USA kam in den 1980er Jahren eine Diskussion darüber auf, ob es möglich sei, „begrenzte Atomkriege“ zu führen, bei denen Atomwaffen tatsächlich eingesetzt würden, ohne dass es zu einer Vernichtung der Menschheit käme. Spurgeon M. Keeny jr. und Wolfgang K.H. Pankofsky erklärten es 1981 für extrem unwahrscheinlich, dass ein in Europa mit konventionellen Waffen geführter Krieg nach einem erfolgreichen Vormarsch von Truppen des Warschauer Paktes durch den Einsatz taktischer Nuklearwaffen der NATO auf dieser Eskalationsstufe beendet werden könne, ohne dass anschließend strategische Atomwaffen ins Spiel kämen. Die einzig sinnvolle „Feuerschneise“ in der modernen Kriegführung bestehe zwischen nuklearen und konventionellen Waffen, nicht zwischen „selbsterklärten Kategorien atomarer Waffen“. Am 23. August 1982 bestritt der US-amerikanische Verteidigungsminister Caspar Weinberger, dass die Regierung der USA die Fähigkeit zur Führung eines Atomkriegs anstrebe. Gleichwohl fiel in seine Amtszeit der Beginn des SDI-Projekts, mit dem die USA den Versuch unternahmen, ihr Territorium gegen sowjetische Interkontinentalraketen unverwundbar zu machen, um so einen sowjetischen Erst- oder Zweitschlag zu vereiteln.
Im Jahr 1999 erklärte der spätere Präsident George W. Bush, es sei das Ziel der USA, „nutzbare“ Kernwaffen zu entwickeln, die ggf. auch tatsächlich eingesetzt werden sollten. Das entsprechende Projekt erhielt den Namen „Nuclear Utilization Target Selection“ (NUTS). Eine der Bedeutungen des Akronyms „NUTS“ ist auf Deutsch „verrückt“.
Noch 1957 hatte Henry Kissinger (als Berater des New Yorker Gouverneurs Nelson Rockefeller) den Standpunkt vertreten, kleine taktische Atomwaffen „seien das verläßlichste und wirksamste Mittel, um einen weltweiten sowjetischen Vormarsch zu stoppen.“ Im Jahr 2007 hingegen forderte Kissinger, inzwischen von der Sinnlosigkeit eines Einsatzes von Nuklearwaffen überzeugt, im Wallstreet Journal eine „Welt ohne Nuklearwaffen“.

## Einsatzarten von Kernwaffen
Die Formulierung „Einsatz“ ist je nach Zweckbestimmung der Waffen verschieden zu interpretieren. Bei Anhängern der „MAD“-Theorie werden die jeweiligen Einsätze nur angedroht und in möglichst realitätsnahen Simulationen „durchgespielt“, aber nicht in die Praxis umgesetzt, wenn die nukleare Abschreckung wirksam bleibt. Anhänger der „NUTS“-Theorie gehen davon aus, dass es im Zuge einer Eskalation von Kampfhandlungen sinnvoll sein könne, die Schwelle zum Einsatz von Nuklearwaffen zu überschreiten.
- Taktische Nuklearsprengköpfe sind konzipiert zum Einsatz gegen Truppen oder Infrastruktur des Gegners auf dem Gefechtsfeld, weshalb ihre Trägersysteme eine relativ geringe Reichweite aufweisen;
- Strategische Kernwaffen zielen auf strategische Ziele vor allem im tiefen gegnerischen Hinterland wie Kommandozentralen, Bunker, Raketenstellungen, Flugplätze, Häfen, Industrie usw. Üblicherweise ist ihre Sprengkraft um ein Mehrfaches größer als die taktischer Kernwaffen, ihre Trägersysteme haben eine große bis sehr große Reichweite.

Taktische Kernwaffen sollen in der Theorie (Flexible Response) dosiert zum Einsatz kommen können, ohne einen massiven nuklearen Gegenschlag auszulösen.
Erstschlag-Planungen beruhen auf der Hoffnung, dass ein massiver Nuklearschlag in Form eines Präventivschlags (mit strategischen, zu einem geringeren Teil auch mit taktischen Atomwaffen) möglichst alle Kernwaffen des Gegners zerstören kann, bevor er sie einsetzen kann. Ein Zweitschlag soll so verhindert werden. Dazu ist es aus der Sicht des Angreifers nötig, mehrere Sprengköpfe pro Ziel abzuschießen, damit auch im Falle des Abschusses einiger Sprengköpfe vor deren Detonation durch die angegriffene Seite das zu vernichtende Ziel zerstört wird.
Falls es trotz aller geplanten Eskalations-Zwischenschritte und der Hoffnung, ein Zweitschlag würde nach einem Erstschlag nicht erfolgen (können), doch zu einem großen atomaren „Schlagabtausch“ der beiden Supermächte kommen sollte, würde es keinen Sieger geben, weil die Zerstörungen unvorstellbar wären und beide Seiten rechnerisch in der Lage sind, die Bevölkerung des Kriegsgegners mehrfach zu töten („Overkill“).

## Mögliche Folgen
Schätzungen über die Auswirkungen eines großen nuklearen „Schlagabtausches“ reichen vom Tod von Millionen Menschen in kürzester Zeit bis zur Vernichtung der gesamten menschlichen Spezies und aller anderen komplexen Lebensformen. Der Zusammenbruch des Ökosystems der Erde bzw. der Stabilität des globalen Klimas sind ebenfalls potenziell denkbare Szenarien.
Für Deutschland liegen bei diesem Gedankenspiel konkrete Berechnungen vor. Nachdem die „Göttinger Achtzehn“ Atomphysiker 1957 abgelehnt hatten, selbst Atomwaffen zu bauen, wurde in der politischen Debatte ein weiterer Diskussionsbedarf deutlich: Wie würde Deutschland nach einem „begrenzten“ Atomkrieg aussehen, und was könnte man tun, um diesen Krieg zu vermeiden? Vor allem dafür wurde die Vereinigung Deutscher Wissenschaftler (VDW) gegründet: Carl Friedrich von Weizsäcker erstellte zwischen 1964 und 1970 die Studie „Kriegsfolgen und Kriegsverhütung“, die detaillierte Berechnungen enthält. Horst Afheldt war der Stratege, Philipp Sonntag der leitende Programmierer für die Rechenmodelle der Studie. Die Resultate wurden in Deutschland und auf Pugwash-Konferenzen breit diskutiert sowie für die breite Öffentlichkeit publiziert. Die Inhalte werden im Folgenden kurz dargestellt.

### Taktischer Atomkrieg

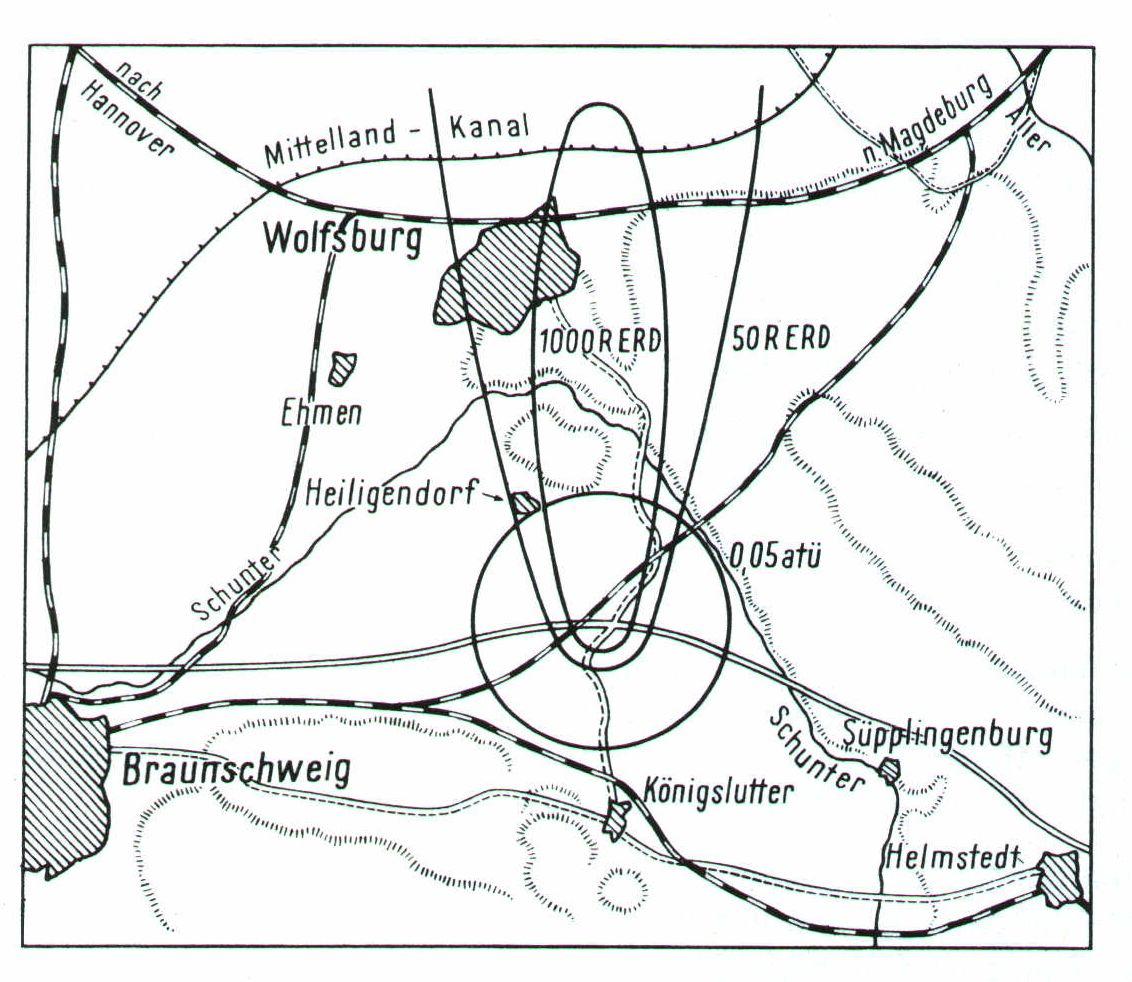
Atomwaffen von 20 kt nahe der früheren Grenze zur DDR

Bereits begrenzte Szenarien aus den „ersten Stunden“ eines Atomkrieges zeigten, dass enorme Schäden rasch möglich sind. So wurde angenommen, dass eine Autobahnbrücke nahe der Grenze bei Königslutter durch eine Bombe mit einer Explosionsstärke wie in Hiroshima oder Nagasaki zerstört würde (siehe Bild). Je nach Windrichtung und Windstärke konnte der Fallout Städte wie Wolfsburg oder Braunschweig erreichen – oder nicht einmal Dörfer in der Nähe.

### Strategischer Atomkrieg
Bereits der Einsatz einer einzigen Wasserstoffbombe, im Bild 20 Mt (mehr als tausendfache Sprengkraft der Hiroshima-Bombe) auf Hamburg, kann je nach Windrichtung Flächen mehrerer Länder kontaminieren.

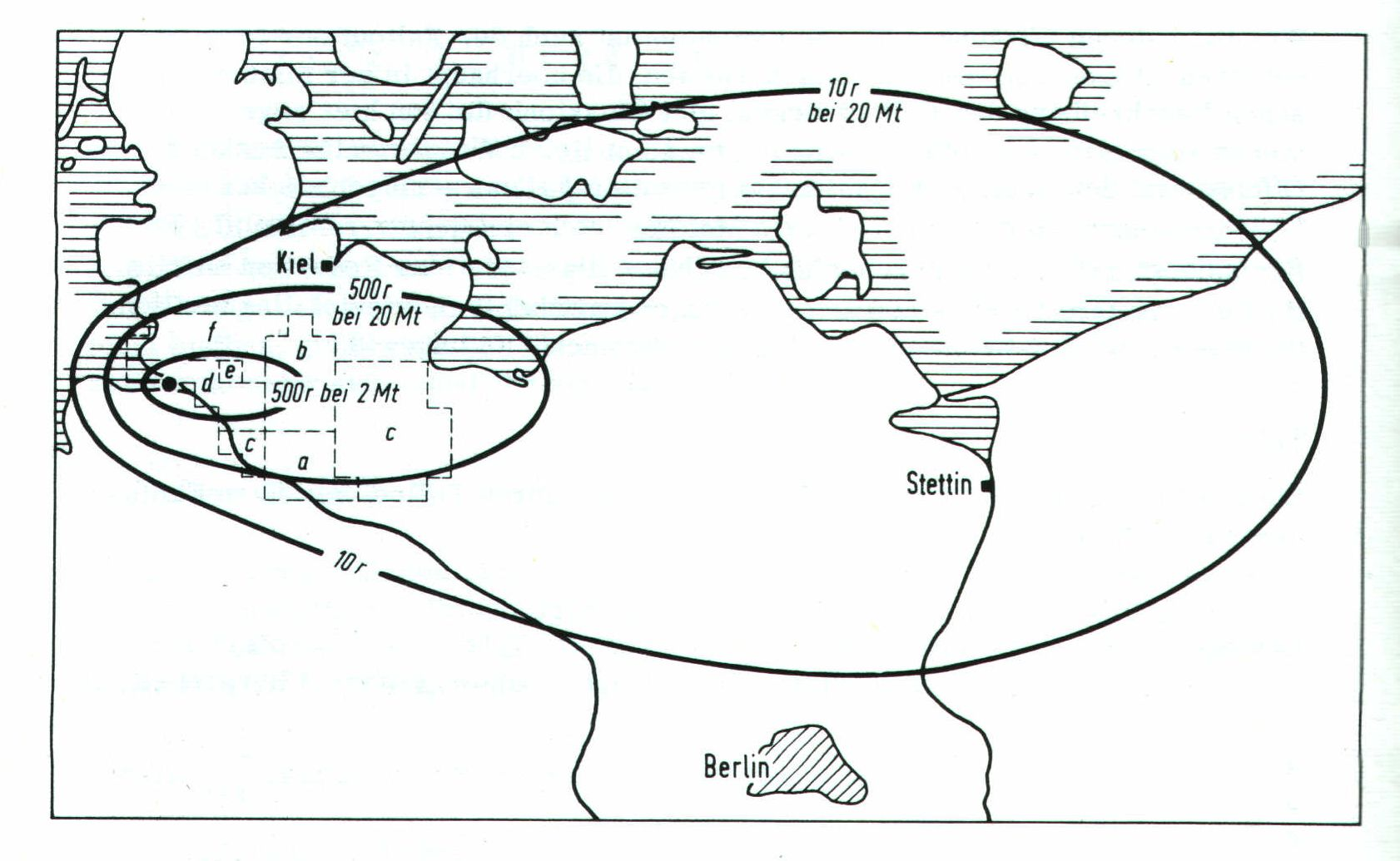
Eine Wasserstoffbombe von 20 Mt TNT-Äquivalent auf Hamburg

20 Atombomben von 2 Mt TNT-Äquivalent (mehr als hundertfache Sprengkraft der Hiroshima-Bombe), das wären drei Prozent der sowjetischen Mittelstreckenraketen zur Zeit des Kalten Krieges, detoniert am Boden der größten Städte Deutschlands, würden 15 Millionen Tote und ebenfalls Millionen Verletzte und Strahlenkranke verursachen, deren Überlebenswahrscheinlichkeit mangels Unterstützung von außen gering ist. Eine radioaktive Dosis von 1000 r ERD (roentgen Equivalent Residual Dose, am Boden auf den Menschen in Tagen und Wochen nach der Explosion insgesamt einwirkende Strahlungsdosis) bedeutet den sicheren Tod, 100 r ERD die Strahlenkrankheit.

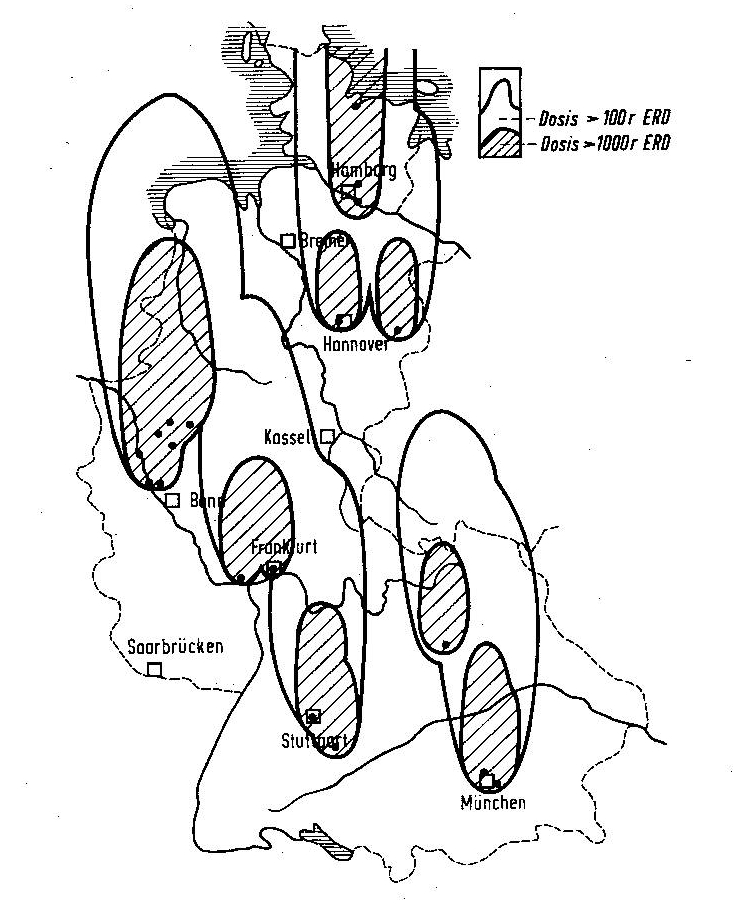
20 Atomwaffen von je 2 Mt auf große Städte

Die Prognos AG trug ein Rechenmodell bei, mit dem die Folgeschäden in einzelnen Branchen der Wirtschaft geschätzt wurden.
Es zeigte sich insgesamt, dass für den Zeitraum um 1970:
- die Eskalationsgefahr groß war, dass es sowohl technisch als auch militärisch und politisch schwer gewesen wäre, nach Beginn eines begrenzten Atomkrieges die laufende Eskalation zu vermeiden: Präventivschläge zu versuchen liegt militärisch nahe.
- Zivilschutz den Schaden nicht wirksam begrenzen kann. Bereits der Einsatz von etwa zehn Prozent der amerikanischen taktischen Gefechtsfeldwaffen, ähnlich etwa zwei bis drei Prozent der sowjetischen Mittelstreckenwaffen, würde Deutschland bei vielen Millionen Toten und Verletzten so nachhaltig zerstören, dass die gesellschaftlichen Funktionen und Rettungsmaßnahmen völlig zusammenbrächen und ein Wiederaufbau und eine Erholung nicht mehr absehbar wären.

### Eskalation
Mit Hilfe einer Systemanalyse der Studie (S. 303–416) zeigten Horst Afheldt und Philipp Sonntag, wie der Rüstungswettlauf bei den strategischen Atomwaffen zu einer laufend höheren Eskalationsgefahr führt, die jegliche Sicherheit untergräbt: Wer dem Gegner während einer Krise mit einem „ersten Schlag“ gegen dessen Atomraketen zuvorkommt, kann versuchen, dessen Gegenschlag zu begrenzen. Aber auch eigene Abwehrraketen können den Gegenschlag nicht wirkungsvoll einschränken, so dass ein Schlagabtausch immer für beide verheerend endet. Selbst radikale Annahmen über Trefferwahrscheinlichkeiten ändern an dem Resultat kaum etwas: Es gibt keinen gangbaren Weg zur Sicherheit, außer in gemeinsamer Rüstungsbegrenzung bzw. Abrüstung. Die Diskussion solcher Rechenmodelle auf den Pugwash-Konferenzen bereitete die gemeinsam beschlossene Rüstungsbegrenzung der Supermächte USA und UdSSR vor.

### Fazit
Aus detaillierten Berechnungen der Studie „Kriegsfolgen und Kriegsverhütung“ resultiert:
- Der Einsatz von Atomwaffen führt auch dann zur eigenen Vernichtung, wenn er Landes- oder der Bündnisverteidigung dienen soll. Bereits der Einsatz einer geringen Anzahl von Atomwaffen führt zum Zusammenbruch der Gesellschaft und unermesslichem Leid. Bereits zehn Prozent allein eines einzigen Waffensystems, der amerikanischen taktischen Atomwaffen, würde beim Einsatz nach militärischen (ebenso bei den meisten sonstigen vorstellbaren) Gesichtspunkten zum Völkerselbstmord und zur nachhaltigen Unbewohnbarkeit des betroffenen Landes führen. Der Einsatz von Atomwaffen durch beide Kriegsgegner führt zu Eskalation in Waffenart und Raum und ist politisch kaum begrenzbar.

- Der Versuch der Kriegsverhütung durch nukleare Abschreckung ist eskalationsgefährlich. Auch bei „gutem Willen“ der Verantwortlichen ist es – nach Beginn von Kriegshandlungen, die auch durch Missverständnisse und Unfälle ausgelöst werden können – sachbedingt weder technisch, noch militärisch, noch politisch beherrschbar. Bereits 15 Mittelstreckenraketen der damaligen Sowjetunion (das sind drei Prozent von mehr als 500 sowjetischen Mittelstreckenraketen, die es von 1962 bis 1984 gab) hätten die meisten Menschen in der Bundesrepublik Deutschland getötet und das Land lange nicht nur für Menschen, sondern auch für eine große Zahl von Tierarten unbewohnbar gemacht.

- Wenn infolge des Versagens der nuklearen Abschreckung ein Land mit konventionellen Waffen angegriffen wurde und diesen Krieg zu verlieren droht, ist es fraglich, ob es tatsächlich Atomwaffen einsetzt, um seine Niederlage im Krieg abzuwenden, da es Abschreckung auch in der Form der Selbstabschreckung gibt. Denn eine Vernichtung der Menschheit ergibt keinen Sinn; eine Eskalation auf die Ebene des Einsatzes von Atomwaffen wäre also sinnlos.

### Der menschliche Faktor
Mitentscheidend für die Vermeidung atomarer Katastrophen aller Arten ist der – bis auf Weiteres unvermeidlich risikoreiche – Einfluss des „menschlichen Faktors“, des Verhaltens, insbesondere in gefährlichen Situationen. In den USA hatten über 100.000 Personen beruflich mit der Herstellung, Lagerung und dem möglichen Einsatz von Atomwaffen zu tun, über drei Prozent davon wurden jährlich wegen Geisteskrankheit, Alkoholismus, Drogenmissbrauchs oder disziplinärer Probleme ausgemustert.
Es gibt eine Fülle von emotionalen Ursachen, die zu einer politisch „eigentlich“ ungewollten Auslösung von atomaren Katastrophen und Kriegshandlungen führen können. Geschichtlich waren viele Eskalationen zu intensiverem Waffeneinsatz nicht sachlich begründet, sondern eine Folge von Stress, von einer Überforderung des Menschen mitten in katastrophalen und/oder kriegerischen Entwicklungen.
Die Untersuchung von (oft altersbedingten) Krankheitsgeschichten politischer Führer in höchsten Staatspositionen ergab eine hohe Übereinstimmung von gefährlichen Aktionen mit dazu passenden Krankheiten und Emotionen. Neue Aktionen von Terroristen, Exilregierungen, Putschisten usw. wurden mehrfach nicht vorausgesehen und bei der Abwehr von Schäden zu wenig berücksichtigt. Laborsimulationen ergaben eine hohe Bereitschaft zum Gehorsam auch bei unethischen Anweisungen. Schwerwiegende Unfälle bei Kernkraftwerken beruhten meist weniger auf Konstruktionsfehlern als auf groben Bedienungsfehlern. Die Verbreitung von Atomwaffen bei technisch nur bedingt fähigen Nationen kann entsprechend zu weit wirkenden Unfällen mit Radioaktivität führen.

### Globale Verbreitung von Atomwaffen
Die Gefahr von Atomkriegen ist vor allem global keineswegs gebannt, insbesondere wächst sie im Zuge der Proliferation zu einer größeren Anzahl von Atommächten.
Zur Situation 2008 notiert Oliver Thränert von der Stiftung Wissenschaft und Politik: „Das internationale Regime zur Verhinderung der Verbreitung von Atomwaffen befindet sich in einer tiefgehenden Krise.“ Aktuell wachsen die Kapazitäten für den Bau von Kernwaffen, durch den global deutlichen Ausbau der Kernkraftwerke, der nur teilweise überzeugend mit wirtschaftlichen Motiven „friedlich begründet“ wird. Der Fortschritt der Präzisionstechnik im Maschinenbau eröffnet neue Optionen für die Waffentechnik, wobei über Jahrzehnte hinweg gilt: Abwehrraketen sind weitaus teurer als Angriffsraketen und zudem meist wirkungslos.
Politisch sind lokale Aufrüstungswettläufe denkbar, die zu einer neuen Art von Eskalationsrisiken führen können. So kann ein konventioneller Schlag gegen nukleare Fabriken zu militärischer Eskalation führen. Solche Aktionen, ebenso mangelnde technische Beherrschung der Nukleartechnik können zu atomaren Unfällen und großflächigen Verstrahlungen führen.
Das seit 1945 wirksame Tabu eines Einsatzes von Atomwaffen und „schmutzigen Bomben“ (konventionell mit Radioaktivität) könnte auf solchen Wegen „politisch ungewollt“ gebrochen werden und zu atomaren Katastrophen führen, die politisch nicht oder kaum eingedämmt werden können.
Russlands Präsident Putin kündigte 2004 eine Modernisierung der atomaren Trägersysteme an. Helmut Schmidt hat 2007 auf aktuelle Herausforderungen der atomaren Rüstungskontrolle hingewiesen und die konstruktive Einstellung von führenden US-amerikanischen Militärstrategen betont, die früher teils intensiv an der Aufrüstung beteiligt waren.
Es gibt zwar den Atomwaffensperrvertrag, an diesen fühlen sich jedoch mehrere Länder nicht gebunden und entwickeln trotz allem eigene Atomwaffen oder haben diese bereits entwickelt. Neben den offiziellen Nuklearmächten USA, Russland (als Nachfolger der Sowjetunion), der Volksrepublik China, Frankreich und Großbritannien gibt es mehrere Staaten, die entweder offen Atomwaffen besitzen oder des Besitzes verdächtig werden (Israel, Nordkorea, Indien und Pakistan). Hinzukommend gibt es Staaten, die verdächtigt werden Atomwaffen zu entwickeln (Iran).

## Forschungsgeschichte
Die wissenschaftlichen Erkenntnisse über die möglichen Folgen von Kernwaffen hinkten der Entwicklung und Aufstellung der Waffen hinterher. Erst 1954 im Rahmen der Operation Castle wurde die Möglichkeit des Transports von Fallout über große Distanzen erstmals beschrieben. Schäden durch EMP wurden erst in den 1960er Jahren nach Waffentests in großer Höhe nachgewiesen. In den 1980er Jahren ist der nukleare Winter erstmals in Betracht gezogen worden.

## Kritische Situationen
Insbesondere zur Zeit des Kalten Kriegs gab es eine Reihe von Vorfällen, die in der Forschung oder in der Öffentlichkeit als potentielle Verursacher eines Atomkriegs rezipiert werden. Zwischen 1956 und 1995 gab es mindestens 20 dokumentierte kritische Situationen. Besondere Bekanntheit erlangten die folgenden Ereignisse:
- Oktober bis November 1962: Kubakrise.
  - Am 27. Oktober 1962 wurde ein sowjetisches, mit Atomwaffen ausgerüstetes U-Boot ohne vorheriges aggressives Verhalten von US-amerikanischen Zerstörern in internationalen Gewässern eingekesselt und mit Übungswasserbomben attackiert: hier entschied sich Wassili Alexandrowitsch Archipow als einziger der drei Entscheider gegen einen Einsatz eines Atomtorpedos.
  - Der ehemalige US-Luftwaffensoldat John Bordne sagte im Mai 2015 aus, dass die US-Basis auf der japanischen Insel Okinawa (498th Tactical Missile Group) am 28. Oktober 1962 auf ihrem Stützpunkt einen fehlerhaften Funkspruch bekommen hätte, der zum Einsatz der dortigen 32 mit Atomsprengköpfen bestückten Raketen geführt hätte. Nur ein Teil der Raketen war auf die Sowjetunion gerichtet, und es war nur Alarmstufe DEFCON2 aktiv, was den dienstältesten Offizier misstrauisch gemacht hätte.[19][20]
- 26. September 1983: Stanislaw Jewgrafowitsch Petrow, wachhabender Offizier der Luftüberwachung, erhielt vom Warnsystem Meldungen über anfliegende Raketen. Er entschied sich jedoch, den grundsätzlichen Befehl zum Gegenschlag nicht auszuführen und verhinderte so den nuklearen Gegenschlag der Sowjetunion. Der Alarm stellte sich als Falschalarm heraus; Verursacher waren von einem Satelliten als Raketenabschüsse fehlinterpretierte Reflexionen von Sonnenstrahlen in der Nähe einer amerikanischen Abschussbasis.[21]
- November 1983: Die Vorbereitungen zum NATO-Atomkriegsmanöver Able Archer 83 wurden angeblich von den Staaten des Warschauer Paktes als verdeckter echter nuklearer Angriff gedeutet, unter anderem, weil es Pläne gab, einen eigenen Angriff als Übung zu maskieren.

Zudem könnten unter extremen Bedingungen verlorene Atomwaffen explodieren.
Es kam mehrfach zu direkten bewaffneten Konflikten zwischen Atommächten, die jedoch nicht in größere, mit Atomwaffen geführt Kriege ausarteten:
- Zwischen der Sowjetunion und der Volksrepublik China kam es auf dem Höhepunkt des Chinesisch-sowjetisches Zerwürfnises 1969 zum Zwischenfall am Ussuri
- Zwischen Indien und Pakistan kommt es vor allem aufgrund des Kaschmir-Konflikts immer wieder zu bewaffneten Konflikten wie etwa 1999 zum Kargil-Krieg